# آرپی‌ام (مجله)
آرپی‌ام (انگلیسی: RPM) یک مجله صنعت موسیقی کانادا بود که جداول آلبوم‌ها و تک‌آهنگ‌های این کشور را منتشر می‌کرد. این مجله در سال ۱۹۶۴ پایه‌گذاری شد و آخرین شمارهٔ آن در نوامبر ۲۰۰۰ منتشر شد.